# غاري فلوود (متسابق دراجات نارية)
غاري فلوود (بالإنجليزية: Garry Flood)‏ هو متسابق دراجات نارية أسترالي، ولد في 1952.